# 日御子駅
日御子駅（ひのみこえき）は、石川県白山市日御子町にある、北陸鉄道石川線の駅である。駅番号はI16。

## 歴史
- 1925年（大正14年）9月5日：金沢電気軌道石川線の小柳駅 - 鶴来駅間に開業[2][3]。
- 1943年（昭和18年）10月13日：北陸鉄道（現法人）設立に伴い、同社の石川線の駅となる[4][5]。

## 駅構造
単式ホーム1面1線の地上駅で無人駅である。北陸鉄道の日御子変電所が隣接する。過去には0.6Kmほど鶴来寄りに月橋停留所が存在したが、現在は廃止されている。

## 利用状況
「白山市統計書」によると、近年の1日平均乗降人員は以下のとおりである。
| 年度   | 1日平均 乗降人員 | 出典   |
| ------ | ---------------- | ------ |
| 2000年 | 245              | [ 7 ]  |
| 2001年 | 232              | [ 7 ]  |
| 2002年 | 226              | [ 7 ]  |
| 2003年 | 221              | [ 7 ]  |
| 2004年 | 211              | [ 7 ]  |
| 2005年 | 206              | [ 8 ]  |
| 2006年 | 199              | [ 8 ]  |
| 2007年 | 183              | [ 8 ]  |
| 2008年 | 197              | [ 8 ]  |
| 2009年 | 198              | [ 8 ]  |
| 2010年 | 198              | [ 9 ]  |
| 2011年 | 187              | [ 9 ]  |
| 2012年 | 186              | [ 9 ]  |
| 2013年 | 205              | [ 9 ]  |
| 2014年 | 192              | [ 9 ]  |
| 2015年 | 180              | [ 10 ] |
| 2016年 | 183              | [ 10 ] |
| 2017年 | 180              | [ 10 ] |
| 2018年 | 175              | [ 11 ] |
| 2019年 | 195              | [ 11 ] |
| 2020年 | 109              | [ 11 ] |

## 駅周辺
- 手たたき清水 - 白山を開山した泰澄が手を叩いたら湯が沸き出したとされる伝説がある[2]。
- JA白山蔵山支店
- アール・ビー・コントロールズ鶴来工場
- ニッコー鶴来工場
- 石川県道179号野々市鶴来線（鶴来街道）
- 石川県道45号金沢鶴来線
- 国道157号

## 隣の駅
北陸鉄道
■石川線
小柳駅 (I15) - 日御子駅 (I16) - 鶴来駅 (I17)